# Burgsee (Schwerin)
Der Burgsee befindet sich in der mecklenburg-vorpommerschen Landeshauptstadt Schwerin direkt am Schweriner Schloss. Er ist als Bucht des östlich gelegenen Schweriner Innensees durch die Schlossinsel und zwei Brücken von diesem getrennt. Seit 1826 existierte am Burgsee ein Umschlagplatz für Lastkräne. Da die 1844/45 errichtete Brücke zwischen dem Schloss und dem Alten Garten zu niedrig war, mussten die Schiffe an der Rückseite des Schlosses entlang fahren. Dort gab es schon 1836 eine Klappbrücke. Sie wurde 1897 durch eine Drehbrücke ersetzt, die später viele Jahre funktionsuntüchtig war und 1998/99 instand gesetzt wieder drehfähig gemacht wurde. Der Burgsee hat eine Fläche von 11 Hektar. Ursprünglich besaß er zwei Zuflüsse, nämlich die den Ostorfer See mit dem Schweriner See verbindende Seeke (heute unter dem Platz der Jugend) und den Fließgraben (heute unter der Mecklenburgstraße) vom Pfaffenteich her; die Seeke wurde in der frühen Neuzeit parallel zum Westufer umgeleitet, um den Fließgraben als Teil der westlichen Stadtbefestigung mit Wasser zu versorgen. Am Burgsee eröffnete 1863 die Sodermannsche Badeanstalt seit 1923 geschlossen stand dort bis 1979 an deren Stelle eine Untersuchungshaftanstalt. Heute befindet sich dort ein Parkplatz.
Der See enthält schadstoffbelastete Sedimente, der Untergrund besteht aus ein bis zwei Meter starken Torfschichten, bis zu 14 Meter mächtigen Mudden, Aufschüttungsmaterialen, Sand und Kies. Einige Uferbereiche wurden in der jüngeren Vergangenheit mehrfach bearbeitet. Die ufernahen Röhrichte und Weidengebüschzonen stehen unter gesetzlichem Schutz.
Bis in die 1920er Jahre wurde ein Teil des Sees mit Hausmüll, von 1968 bis 1980 mit Bauschutt, vor allem der gesprengten östlichen Altstadt (Baugebiet Großer Moor), verfüllt.

## Flora und Fauna
Im Bereich des Burgsees kommen mehrere Fledermausarten, die ihre Schlafplätze im Schloss haben, vor. Es wurden Spuren des Fischotters dokumentiert. Weiterhin wurden 13 Libellenarten, 22 Fischarten, vier Amphibienarten und 70 Vogelarten beobachtet.

## Umgestaltung

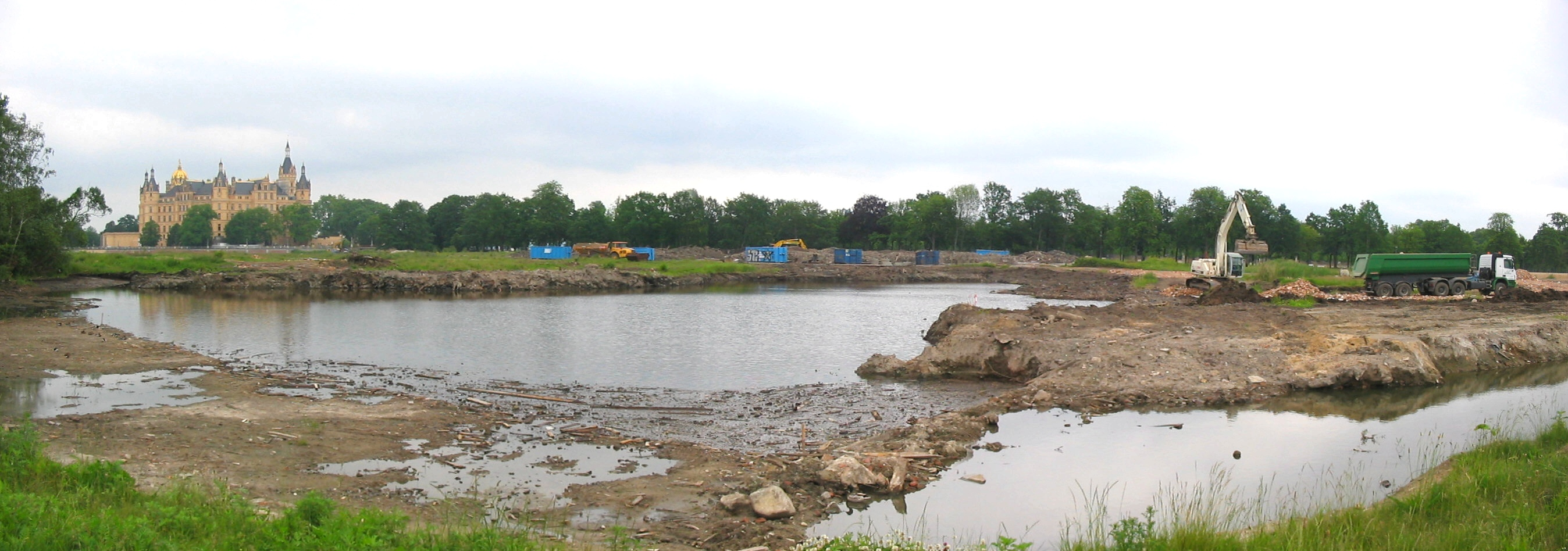
Bauarbeiten zur Seevergrößerung im Juni 2007

Anlässlich der Bundesgartenschau 2009 wurde der Burgsee für etwa 23 Millionen Euro umgestaltet. Durch Ausbaggerungen wurde der bis dahin 8,7 Hektar große See von April bis August 2007 in südlicher Richtung auf nun 11,1 Hektar ausgedehnt. Dabei wurden Altlasten abgetragen und unter anderem versenkte Bomben, Sprenggranaten und Stahlhelme aus der Zeit des Zweiten Weltkrieges gefunden. Auf dem 1,75 Meter tiefen Seeboden wurde anschließend ein Vlies verlegt und Kies aufgeschüttet, womit sich im erweiterten Teil eine Wassertiefe von etwa 1,50 Meter ergibt. An der neu geschaffenen Wasserfläche wurde die „schwimmende Wiese“, eine nur scheinbar schwimmende Insel, installiert, die eine Attraktion der BUGA war. Der BUND hatte gegen die Erweiterung geklagt. Mit dem Vergleich, Büsche und Röhricht auf der westlichen Teilfläche zu erhalten, wurde der Erweiterung schließlich zugestimmt.

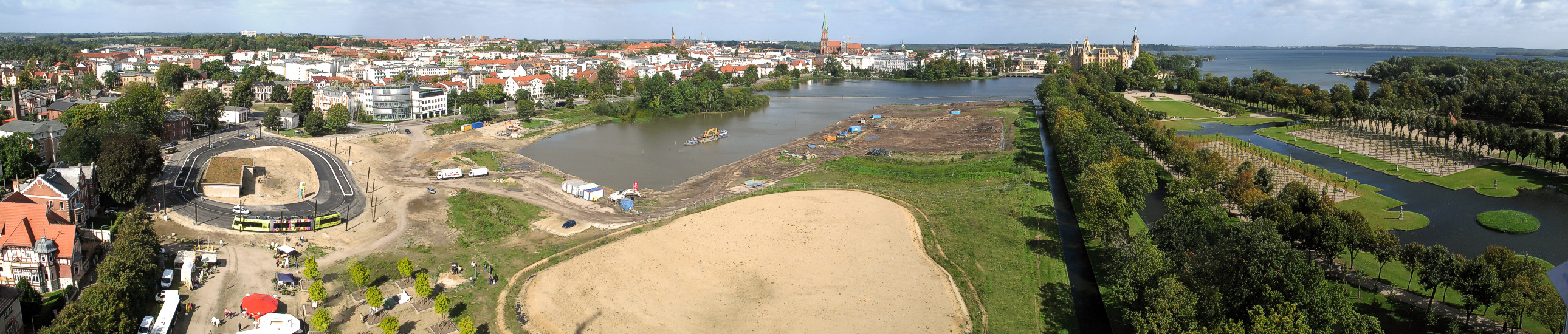
Burgsee nach der Erweiterung anlässlich der Bundesgartenschau 2009, links: die neue Straßenbahnwendeschleife